# Buresø (by)
 For alternative betydninger, se Buresø. (Se også artikler, som begynder med Buresø)
Buresø er en lille by i Nordsjælland med 461 indbyggere  (2024). Buresø er beliggende ned til søen Buresø to kilometer nord for Slagslunde, seks kilometer sydøst for Slangerup og 31 kilometer nordvest for Københavns centrum. Byen ligger i Region Hovedstaden og tilhører Egedal Kommune.
Buresø er beliggende i Slagslunde Sogn.